# Yūsef Gol
Yūsef Gol (persiska: يوسُف گُل, يوسِف گُل, یوسف گل) är en ort i Iran.   Den ligger i provinsen Västazarbaijan, i den nordvästra delen av landet, 500 km väster om huvudstaden Teheran. Yūsef Gol ligger 1 202 meter över havet och antalet invånare är 275.
Terrängen runt Yūsef Gol är kuperad. Runt Yūsef Gol är det ganska tätbefolkat, med 93 invånare per kvadratkilometer. Närmaste större samhälle är Sīser, 14,6 km norr om Yūsef Gol. Trakten runt Yūsef Gol består i huvudsak av gräsmarker.